# Скальоне, Антонио
Антонио Скальоне (итал. Antonio Scaglione) — провинциальный сицилийский архитектор XVI века, известный своими работами в готическом стиле. Несмотря на начавшуюся эпоху Ренессанса, он не отказался от возведения готических зданий. Самой известной его работой стала церковь Санта-Мария-ди-Порта-Сальво в Палермо, строительство которой начал ещё Антонелло Гаджини в стилях раннего ренессанса, но в итоге её завершил Скальоне в истинно готическом стиле.